# Мусаші (лінкор)
Мусаші (яп. 武 蔵) — другий лінкор в серії типу «Ямато» японського імператорського флоту часів Другої світової війни. Флагман Об'єднаного флоту Японії. Отримав назву на честь стародавньої японської провінції Мусаші. «Мусаші» і однотипний з ним  «Ямато» були найбільшими та найпотужнішими лінійними кораблями в світі, мали водотоннажність 74 000 тонн, головний калібр — 460-мм гармати.

## Будівництво
«Мусаші» був закладений 29 березня 1938 року, спущений на воду 1 листопада 1940 року, і став до ладу в серпні 1942 року.

## Кар'єра
До кінця 1942 лінкор проходив випробування, дообладнання та бойову підготовку в японських водах. 22 січня 1943 він прибув на Трук і став новим флагманом Об'єднаного флоту. У травні 1943 року був включений до складу з'єднання, призначеного для зриву Алеутської десантної операції флоту США, але японці забарилися з розгортанням своїх сил, і операцію довелося скасувати.
29 березня 1943 року «Мусаші» вийшов з бухти Трук, ухиляючись від атаки американської палубної авіації, але в морі був атакований підводним човном США «Танні» (англ. Tunny) та отримав влучення торпеди в носову частину. Набрав 3000 тонн води, втрати склали 18 осіб. Ремонтувався в Курі до кінця квітня. 19 — 23 червня «Мусаші» разом з «Ямато» брав участь в битві у Філіппінському морі, але не домігся жодних результатів.

## Загибель
У жовтні 1944 року японські суперлінкори нарешті кинули в серйозний бій. Американці почали висадку на Філіппіни, і в разі успіху операції могли зруйнувати японський оборонний периметр та відрізати Японію від основних джерел сировини та нафти. Ставка була занадто висока, і японське командування ухвалило рішення про проведення генеральної битви. Складений ним план «Се-Го» («Перемога») був неабияким досягненням оперативного мистецтва. Оскільки авіаносні сили Імператорського флоту прийшли до того часу в занепад, головна роль відводилася великим артилерійським кораблям.
Північна група, що включала деякі вцілілі авіаносці, мала зіграти роль приманки для 38-го оперативного з'єднання — головної ударної сили американського флоту. Основного удару по десантним судам мало завдати 1-е диверсійне з'єднання віце-адмірала Куріта. До його складу входили 5 лінкорів, включаючи «Ямато» та «Мусаші», 10 важких і 2 легких крейсери, 15 есмінців. З'єднання мало вночі подолати протоку Сан-Бернардіно та вранці атакувати десантні судна біля острова Лейте. Підтримку йому справляло менше за силами 2-е диверсійне з'єднання віце-адмірала Нішімура, що слідувало протокою Сурігао.

### Бій в морі Сібуян

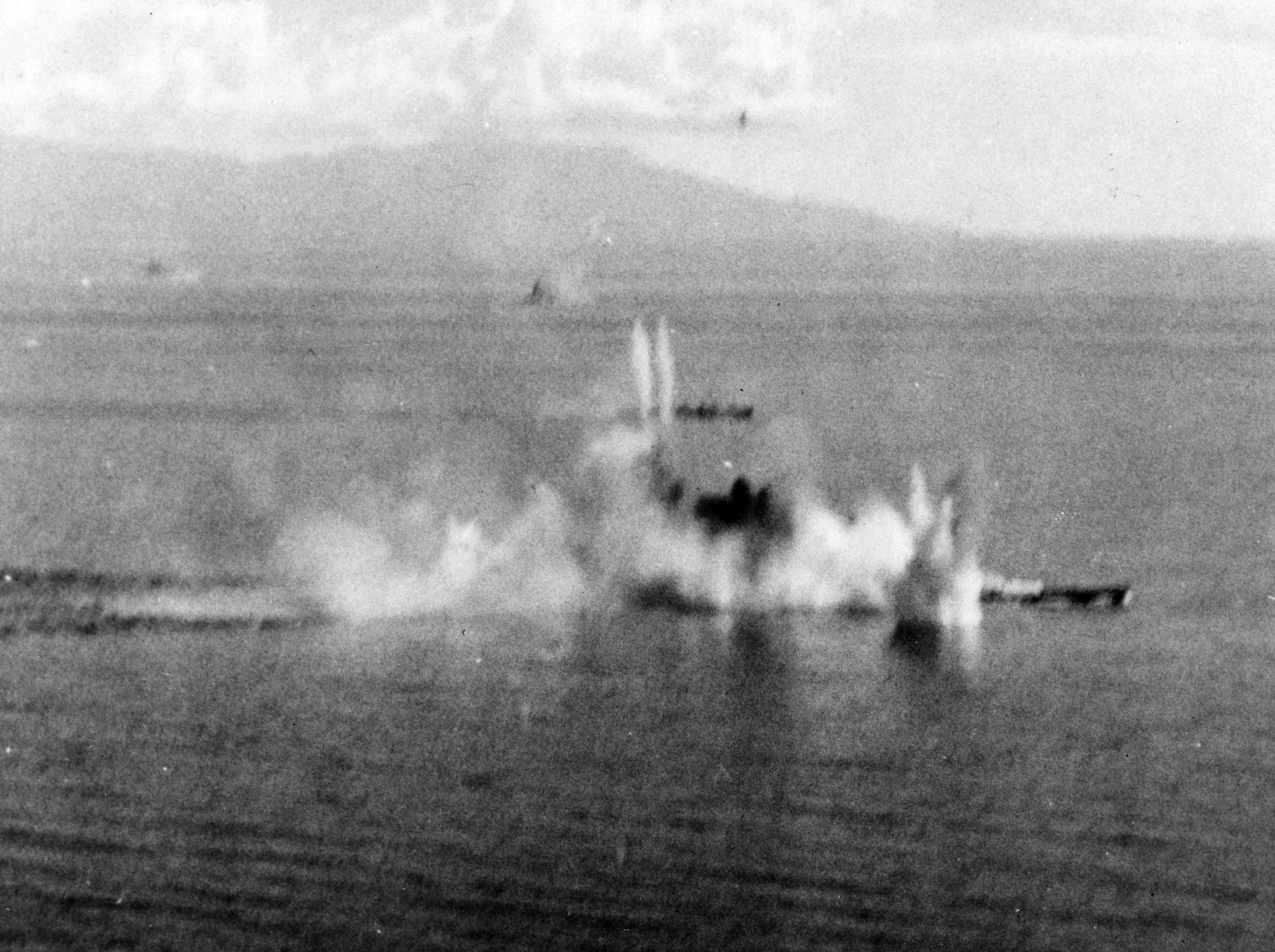
«Мусасі» під американськими бомбами. Море Сібуян, 24 жовтня 1944 р.

22 жовтня 1-е диверсійне з'єднання вийшло в море і вже наступного дня було атаковано американськими підводними човнами, що потопили два важких крейсери. Вранці 24 жовтня, коли з'єднання Куріти перебувало в морі Сібуян, почалися масовані атаки американської палубної авіації. За випадковим збігом основні удари американців були націлені на «Мусаші». Протягом перших трьох годин лінкор отримав не менше трьох торпедних і низку бомбових влучань. Крен вдалося виправити контрзатопленням, але корабель вже набрав занадто багато води, мав великий диферент на ніс. Одне з трьох турбінних відділень було заповнене водою, турбіна зупинена. Корабель втратив швидкість до 22-х вузлів. Надалі, влучанням торпеди були настільки розірвані булі по лівому борту, що створювали потужний бурун води, який ще зменшив швидкість. Американські літаки змогли здійснити повторні вильоти після перезаправлення та доозброєння на авіаносцях і наступними торпедними атаками (застосована тактика «молот та ковадло») вивели з ладу друге турбінне відділення — цього разу по правому борту. Швидкість впала до 15-ти вузлів, а ніс лінкора осів у воду до 7-ми метрів. З'єднання Куріти, щоб не кидати лінкор, знизило хід до 22-х вузлів та почало виконувати маневри ухилення, щоб хоч якось зберегти дистанцію з відстаючим лінкором. У підсумку, після 15-ї години лінкор знову зазнав потужних атак торпедоносців та пікіруючих бомбардувальників і отримав багато торпедних та бомбових влучень. Командир корабля віце-адмірал Іноґучі отримав важке поранення осколком бомби, що розірвалася на даху башти ГК, але зберіг свідомість. Хоча після 16-ї години атаки закінчилися, затоплення внутрішніх приміщень лінкора вийшло з-під контролю. Віце-адмірал Куріта, бачачи безвихідне становище «Мусаші», наказав йому викинутися на берег. Але виконати наказ не вдалося — о 19:36 лінкор перекинувся й затонув. Всього в «Мусаші» влучили 11-19 торпед і 10-17 авіабомб.  Загинуло 1023 члени екіпажу, включаючи його командира контр-адмірала Іноґучі, який вважав за краще загинути разом зі своїм кораблем, закрившись у власній каюті. Втрати американців склали 18 літаків із 259, що брали участь в атаках.
Побратим «Мусаші» — лінкор «Ямато» — також зазнав бомбардування, у нього влучило кілька бомб, однак вони не вплинули на боєздатність та ходові якості корабля.
Під час атаки на лінкор, для оборони застосовувалися спеціальні шрапнельні зенітні снаряди ГК калібру 460 мм, проте їх вогонь не був ефективний.

## Командири лінкора
- 05.08.1942 — 09.06.1943 — капітан I рангу (з 01.11.1942 — контр-адмірал) Каору Аріма.
- 09.06.1943 — 07.12.1943 — капітан I рангу (з 01.11.1943 — контр-адмірал) Кейдзо Комура.
- 07.12.1943 — 12.08.1944 — капітан I рангу (з 01.05.1944 — контр-адмірал) Бундзен Асакура.
- 12.08.1944 — 24.10.1944 — капітан I рангу (з 1.5.1943 — контр-адмірал) Тошіхіро Іноґучі.